# FAW Junpai CX65
Der FAW Junpai CX65 ist ein Kombi-Modell der Kompaktklasse des chinesischen Automobilherstellers China FAW Group (FAW), das zwischen 2018 und 2019 unter dem Markennamen FAW und der Submarke Junpai vertrieben wurde.

## Geschichte
Das Fahrzeug wurde auf der Shanghai Auto Show im April 2017 vorgestellt und wurde ab April 2018 ausschließlich in China verkauft. Die Stufenheck-Limousine FAW Junpai A50 nutzt dieselbe Plattform.

## Technische Daten
Der CX65 wird wie der FAW Junpai A50 von einem 1,5-Liter-Ottomotor mit 83 kW (113 PS) angetrieben. Als Getriebe steht ausschließlich ein 5-Gang-Schaltgetriebe zur Verfügung. Die Höchstgeschwindigkeit liegt bei 180 km/h.
|                                             | CX65 1.5                      |
| Bauzeitraum                                 | 04/2018–06/2019               |
| Motorkenndaten                              |                               |
| Motortyp                                    | Reihen-Vierzylinder-Ottomotor |
| Hubraum                                     | 1497 cm³                      |
| max. Leistung bei min−1                     | 83 kW (113 PS) / 6000         |
| max. Drehmoment bei min−1                   | 141 Nm / 3800                 |
| Kraftübertragung                            |                               |
| Antrieb, serienmäßig                        | Vorderradantrieb              |
| Getriebe, serienmäßig                       | 5-Gang-Schaltgetriebe         |
| Messwerte                                   |                               |
| Höchstgeschwindigkeit                       | 180 km/h                      |
| Beschleunigung, 0–100 km/h                  | 12,6 s                        |
| Kraftstoffverbrauch auf 100 km (kombiniert) | 5,8 l Super                   |
| Leergewicht                                 | 1220 kg                       |
| Tankinhalt                                  | 48 l                          |